# Karl Ernst Christoph Schneider
Karl Ernst Christoph Schneider (* 16. November 1786 in Wiehe; † 16. Mai 1856 in Breslau) war ein deutscher Klassischer Philologe und Hochschullehrer an der Schlesischen Friedrich-Wilhelms-Universität Breslau.

## Leben
Karl Ernst Christoph Schneider besuchte die Klosterschule Roßleben und studierte ab 1803 Evangelische Theologie an der Universität Leipzig. Durch den Einfluss Gottfried Hermanns wandte er sich der Philologie zu und wurde 1811 als Lehrer am Nicolaigymnasium Leipzig angestellt. Bereits fünf Jahre später berief ihn die Universität Breslau als außerordentlichen Professor. Seit 1818 Lehrstuhlinhaber, wurde er für die Amtsjahre  1833/34 und 1847/48 zum Rektor gewählt.
Schneiders Verdienst ist die Förderung und der Aufbau des Philologischen Seminars in Breslau, das nach der Gründung der Universität einige Jahre lang brachgelegen hatte. Gemeinsam mit seinem langjährigen Kollegen Franz Passow leitete er das Philologische Seminar und reformierte die philologischen Studien in Breslau gemäß seiner strengen grammatischen Schulung. Da Schneider im Lateinischen und Griechischen sicherer war als Passow, übernahm er die grammatischen und textkritischen Übungen mit den Studenten, zu denen damals Karl Otfried Müller, August Wellauer, Gustav Pinzger, Wilhelm Kergel, August Wissowa, Heinrich Leo und Julius Sommerbrodt zählten.
Neben seiner akademischen Lehrtätigkeit trat Schneider durch wissenschaftliche Publikationen hervor. Noch vor seiner Zeit am Nicolaigymnasium hatte er einen Index und eine Handausgabe der Fabeln des Äsop verfasst (1810). Als Professor in Breslau beschäftigte er sich besonders mit Platons Dialogen Politeia (kritische Ausgabe 1830–1833, 1841; Übersetzung 1839; Additamenta 1854) und Timaios (Übersetzung und zweisprachige Ausgabe des Kommentars von Proklos, 1847). Außerdem bereitete er eine kritische Ausgabe von Caesars Bellum Gallicum vor, die in seinen letzten Lebensjahren erschien und in zwei Bänden (1840–1855) die ersten sieben Bücher umfasste.